# Zingst
Zingst este o comună din landul Mecklenburg-Pomerania Inferioară, Germania.
Comuna se află situată pe peninsula Fischland-Darß-Zingst, care se află la Marea Baltică. Zingst se întinde pe toată suprafața peninsulei, precum și pe insulele Kirr și Barther Oie aflate în apropiere. Din anul 2002 localitatea este o stațiune balneară declarată oficial. Comuna avea în 2009, 3.185 loc.

## Date geografice
Comuna care a aparținut în trecut de RDG, ea se află amplasată între orașele Rostock și Stralsund. Zingst are o lungime de ca 20 km și o lățime între 2 – 4 km. Prin nisipul  adus de maree, fosta insulă Großer Werder, s-a transformat în peninsula pe care se află Zingst. Deoarece comuna se află la o altitudine joasă (2 m), trebuie să fie protejată, contra mareelor de un dig.
De comună aparține localiatatea Müggenburg, amplastaă la sud-est de comună. Pe insula Kirr se află așezarea "Klein Kirr", așezările Pramort și Bey au fost mutate pentru a crea spațiul necesar unui câmp pentru exerciții militare, iar fostul sat Stramminke a fost distrus de apele mării în timpul furtunii din 1625.

## Clima
Clima regiunii este caracterizată printr-o temperatură medie anuală de 7,8 °C, fiind ca. 11 zile cu îngheț pe an. Verile fiind blânde și verile răcoroase. Cantitatea de precipitații fiind în medie de 600 mm pe an.
Venitul principal al comunei este turismul.
1. ↑  Alle politisch selbständigen Gemeinden mit ausgewählten Merkmalen am 31.12.2018 (4. Quartal) (în germană), Statistisches Bundesamt[*], arhivat din original la 10 martie 2019, accesat în 10 martie 2019